# Osobowość unikająca
Osobowość unikająca (lękliwa; łac. personalitas anxifera, ang. avoidant personality) – zaburzenie osobowości, w którym na pierwszy plan wysuwają się trudności w kontaktach społecznych i unikanie ich (skrajna introwersja), mimo dążenia do bycia akceptowanym i pragnienia relacji interpersonalnych oraz zaniżona nieprawidłowa samoocena (większość przypadków). W odróżnieniu od osobowości schizoidalnej w przypadku osobowości unikającej przeżywane jest cierpienie z powodu braku umiejętności wiązania się z innymi ludźmi i wycofywania się (podobnie jak w przypadku zaburzenia schizotypowego).
Osoby dotknięte tym zaburzeniem wykazują chroniczną postawę unikającą wobec ludzi, ryzykownych sytuacji i wyzwań, popadają w społeczną izolację. Wynika to z nadmiernej wrażliwości, zwłaszcza z nieradzenia sobie z przejawami odrzucenia, upokorzenia lub poczuciem wstydu. Unikanie związków z innymi ludźmi jest konsekwencją przewidywania, że zostanie się upokorzonym lub odrzuconym; jedynie przejawy bezwarunkowej akceptacji umożliwiają nawiązanie bliższych relacji interpersonalnych.
W przeżywaniu na pierwszy plan mogą wysuwać się objawy depresji, lęku, fobii (szczególnie fobii społecznej – niektórzy znawcy określają osobowość unikającą wręcz jako skrajny przypadek tej fobii), a także gniewu, który wynika z niepowodzeń w relacjach społecznych. Zachowania podobne do przejawów osobowości unikającej spotyka się u dzieci (zespół unikania), czasami rozwój osobowości prowadzi jednak do utrwalenia cech osobowości o analogicznej formie, co w słabszym nasileniu należy traktować jako typ osobowości, a nie zaburzenie osobowości.
Osoby z zaburzeniem osobowości unikającej mogą nie zdawać sobie sprawy co jest rzeczywistym źródłem ich zahamowań. Mogą też wydawać się pozornie oziębłe emocjonalnie, ponieważ boją się okazać swoje uczucia.

## Kryteria diagnostyczne (objawy)

### Kryteria diagnostyczneICD-10
Światowa Organizacja Zdrowia umieszcza osobowość unikającą pod numerem F.60.6 klasyfikacji ICD-10.
Aby osobowość mogła być zakwalifikowana jako unikająca, konieczne jest spełnienie ogólnych kryteriów zaburzeń osobowości (F60) i dodatkowo co najmniej cztery z następujących:
1. stałe napięcie i niepokój,
2. poczucie nieatrakcyjności indywidualnej,
3. koncentracja na krytyce,
4. niechęć do wchodzenia w związki,
5. ograniczony styl życia – zapewnianie sobie fizycznego bezpieczeństwa,
6. unikanie kontaktów społecznych z obawy przed krytyką, brakiem akceptacji, odrzuceniem[2].

### Kryteria diagnostyczneDSM-IV
Amerykańskie Towarzystwo Psychiatryczne plasuje zaburzenie w grupie 301.82 klasyfikacji DSM-IV.
Aby zaliczyć osobowość do typu osobowości unikającej, konieczne jest spełnienie co najmniej czterech kryteriów:
1. unikanie działalności zawodowej, która wymaga znaczących kontaktów interpersonalnych, spowodowane obawami przed krytyką, dezaprobatą lub odrzuceniem,
2. niechęć do wiązania się z innymi ludźmi, z wyjątkiem niektórych lubianych osób,
3. powściągliwość w związkach intymnych spowodowana obawą przed zawstydzeniem lub wykpieniem przez innych,
4. zaabsorbowanie krytyką lub odrzuceniem w sytuacjach społecznych,
5. powstrzymywanie się przed wchodzeniem w nowe relacje interpersonalne z powodu poczucia nieadekwatności (ang. feelings of inadequacy),
6. postrzeganie siebie jako społecznie niekompetentnego, niepociągającego lub gorszego od innych,
7. niezwykła niechęć do podejmowania osobistego ryzyka lub do angażowania się w jakiekolwiek nowe działania, ponieważ mogą one okazać się kłopotliwe[4].